# Бродовое (Нижегородская область)
Бродовое — поселок в Варнавинском районе Нижегородской области. Входит в состав Михаленинского сельсовета.

## География
Находится на севере Нижегородской области на расстоянии приблизительно 15 километров (по прямой) на северо-запад от поселка Варнавино, административного центра района.

## Современное состояние
В поселке остались жители преклонного возраста. Магазина нет.

## Население
Постоянное население составляло 29 человек (русские 97%) в 2002 году, 7 в 2010.